# CNNインターナショナル
CNNインターナショナル（シー・エヌ・エヌインターナショナル、英語：CNN International）は、1985年に開局したCNN（Cable News Network）の国際向けチャンネルである。

## 概要
1985年、ヨーロッパ向け放送「CNNヨーロッパ」を開始。その後、ヨーロッパ以外にも放送エリアを拡大し、現在に至る。
現在では212の国と地域における10億人の視聴者を誇る。
開局当初はヨーロッパのみの配信だったのでCNNヨーロッパ（CNN Europe）として放送されていたが、放送エリアを拡大するのに伴いCNNインターナショナル（以下、CNN/Int'lと表記）に変更された。
主な構成はアトランタを中心とし、その他ロンドン・香港のいずれかのCNN/Int'lのスタジオから、正時より30分間〜60分間の定時ニュース"CNNニュースルーム（CNN News Room）"を放送するのを基本に、"ワールド・ビジネス・トゥデイ"、"ワールドスポーツ" などを放送。週末は科学技術や芸能・政治やスポーツ、ニュースドキュメンタリー、旅番組と多彩な内容。

開局当初は経費抑制や空き時間が多いなどの理由でアメリカ国内向けの「ラリー・キング・ライブ」「クロスファイア」「ボス・サイズ」「ヘッドラインニュース」なども放送していた。
放送地域を「ヨーロッパ・アフリカ・中東」「アジア・太平洋」「南アジア」「北アメリカ」「南アメリカ」の各地域に分け、かつては地域ごとに特色のある編成を行っていたが、次第に差異が無くなって行き、現在では広告が異なる程度である。
日本でも1984年4月以来日本ケーブルテレビジョン（JCTV）によって衛星放送・ケーブルテレビ局向けに配信されていたが、2003年にCNNjに置き換わったため放送終了となった。

## 歴史
- 1985年、ヨーロッパ向け放送「CNNヨーロッパ」を開始。後に「CNN International」へ名称変更。
- 1996年9月からは香港とロンドンに放送センターを配置。アジア向けとヨーロッパ向けの独自編成によるニュース番組を強化する。朝のメインニュース枠として「CNNジス・モーニング」と「アジアビジネスモーニング」「ワールドビジネスモーニング」がスタート。夜は「アジア・トゥナイト」と「ビズ・アジア」（アジア向け）、「ワールドニュース・ヨーロッパ」と「ワールドビジネストゥデイ」（ヨーロッパ向け）が始まった。他にニュースマガジン「インサイト」や電子メールを取り入れたトークショー「Q&A with リズ・カーン（Riz Khan）」がスタート。
- 2000年9月からロンドン発ビジネスニュース「ビジネスインターナショナル」がスタート。「ワールドニュース」以外でニュース番組の60分放送は初の試み。ロンドンスタジオの他に、ロンドン証券取引所、ナスダックマーケットサイト、さらに香港とアトランタのスタジオからもニュースや天気を伝えるという現在の長時間ニュースの流れを確立する。また、アジア向け限定の「Q&Aアジア」も放送。
- 2001年9月からは朝のメインニュース枠でのビジネスニュースを強化。「ニュース・ビズ・トゥデイ」（香港スタジオ）、「ビズニュース」「ビジネスセントラル」（ロンドン発）などスタート。先行するビジネスインターナショナルと同じスタイルで放送。しかし、開始した次の日に事件が起きる。
- 2001年9月11日火曜日にアメリカ同時多発テロ事件が発生。日曜日までCMなしでアメリカ向けの同時放送を続ける。テロ事件の影響で番組編成は大幅に変更。「ワールドニュース」、「ワールドリポート」を中心に編成、「CNN dot com」などの番組は結果として3か月も休止する事に。ビジネス系の新番組も休止してそれまでの「ジス・モーニング」を継続して放送する事になった為、3か月後に改めて放送開始。この流れを受けてアメリカ国内向けと共用の「ライブ フロム アフガニスタン」（Live from Afganistan、以後のLive from...シリーズ）や「インターナショナル・コレスポンデンツ」（International Corespodents）」などがスタート。後にCNNアメリカ向けの「ニュースナイト」の同時放送がスタートする。
- 2003年9月からは「ユア・ワールド・トゥデイ」の放送がスタート。アトランタ発の長時間番組は初めて。
- 2004年3月からは朝のメインニュース枠を総合ニュース番組「CNNトゥデイ」に統一。夜のメインニュースも「ワールドニュース・アジア」、「ワールドニュース・ヨーロッパ」に再編成。
- 2006年2月には今までのデザインを一新し、全体的に赤を基調としていたデザインから白を基調としたデザインに変わった。
- 2009年2月から従来のCNNインターナショナルのイメージをベースにSEやテロップ、Breaking NewsのロゴがCNN USバージョンと共通するようになった。更に新番組として「クエスト・ミーンズ・ビジネス」「インターナショナル・デスク」が開始された。
- 2009年9月21日より「CNNトゥデイ」と「ワールドニュース」、「ワールドニュース・アジア」「ユア・ワールド・トゥデイ」とが統合して「ワールド・リポート」として再編されるようになった。ただし再編後も放送のセンターは変わらない（月曜日から金曜日までは、朝は香港センター・昼はロンドンセンター、夜は香港・アトランタ本社のアンカーが担当する）更に一部の既存番組もロゴも一新された。
- 2011年3月中旬頃よりテロップ、チャンネルロゴ表示のデザインをリニューアル。番組のオープニング等は変更されていない。
- 2012年9月頃より画角が16:9に対応し始める。（日本では、事実上CNNインターナショナルの同時放送となっているCNNjが2012年10月1日よりHDに対応した。）

## 主な番組（放送終了含む）
詳細はCNN公式ウェブサイト（https://edition.cnn.com/tv）を参照。

### CNNインターナショナル制作の番組
- インサイド・ザ・ミドル・イースト（Inside the Middle East）
- インターナショナル・コレスポンデンツ（International Correspondents）
- グローバル・チャレンジ（Global Challenges）
- トーク・アジア（Talk Asia）
- ビジネス・トラベラー（Business Traveler）
- ワールド・ビジネス・トゥディ（World Business Today）
- ワールド・ワン（World One）
- ワールド・スポーツ（World Sport）
- ワールド・リポート（World Report） - 15分または30分間の定時ニュース。
- アート・オブ・ライフ（Art of Life）
- リビールド（Revealed）
- リビング・ゴルフ（Living Golf）
- メイン・セイル（Main Sail）
- アフリカン・ボイス（African Voices）
- インターナショナル・デスク（International Desk）
- バック・ストーリー（BackStory）
- コネクト・ザ・ワールド（Connect the World with Becky Anderson）
- クエスト・ミーンズ・ビジネス（Quest Means Business）
- CNNGo
- ニュースストリーム（News Stream）
- CNNニュースルーム（CNN News Room）
- CNNニュースセンター（CNN News Center）

### CNN/USの同時放送・再送信番組
- アンダーソン・クーパー360°（Andeson Cooper 360°）
- ファリード・ザカリアGPS（Fareed Zakaria GPS）
- CNNトゥナイト（CNN Tonight）

## アンカー
- クリスティ・ルー・スタウト
- ファリード・ザカリア
- リチャード・クエスト
- アンダーソン・クーパー
- ラリー・キング

## その他
- 1990年代中盤まではアナログ方式による通信衛星での配信だったためか、受信レベル低下によるスノーノイズが入る事が度々あった。日本においてはその場合、JCTVにより「米国での天候不良により画質が乱れている」といった旨の断りのテロップが表示された。